# Muirancourt
Muirancourt är en kommun i departementet Oise i regionen Hauts-de-France i norra Frankrike. Kommunen ligger i kantonen Guiscard som tillhör arrondissementet Compiègne. År 2022 hade Muirancourt 587 invånare.

## Befolkningsutveckling
Antalet invånare i kommunen Muirancourt
| Referens: INSEE |